# 오르비쿨루스잎코박쥐
오르비쿨루스잎코박쥐 또는 오르비쿨루스둥근잎박쥐(Hipposideros orbiculus)는 잎코박쥐과에 속하는 박쥐의 일종이다. 인도네시아 수마트라섬과 말레이반도에서 발견된다. 오르비쿨루스잎코박쥐는 차지하는 서식지의 크기가 작고, 현존하는 서식지의 질이 떨어지고 있으며 개체수가 감소하기 때문에 IUCN 적색 목록에서 "멸종위기종"으로 등록되었다. 서식지로 저지대 우림을 선호하며, 서식지는 벌목과 농업, 기반 시설 개발과 농장, 산불 때문에 파괴되고 있다.